# Pfarrkirche Assach

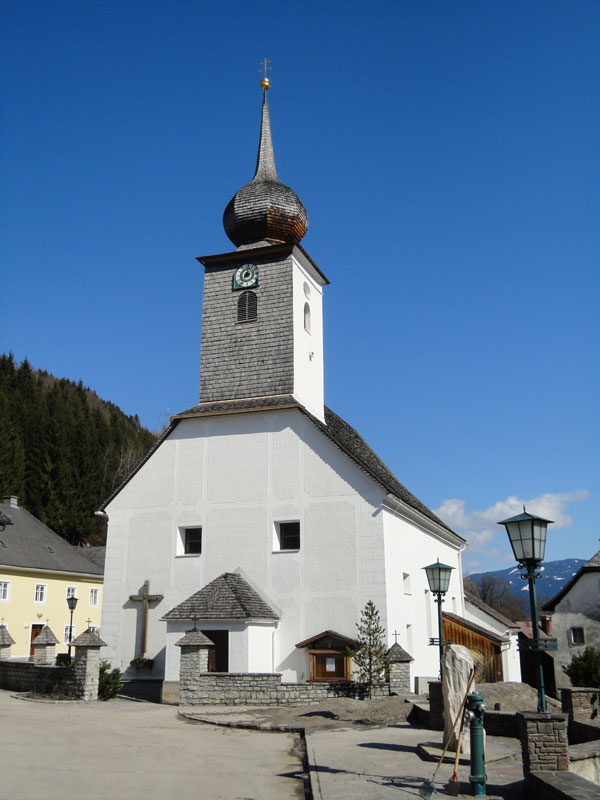
Katholische Pfarrkirche hl. Nikolaus in Assach

Die römisch-katholische Pfarrkirche Assach steht im Ort Assach in der Gemeinde Aich im Bezirk Liezen in der Steiermark. Die dem Patrozinium des heiligen Nikolaus von Myra unterstellte Pfarrkirche gehört zur Seelsorgeraum Oberes Ennstal der Diözese Graz-Seckau. Die Kirche steht unter Denkmalschutz (Listeneintrag).

## Geschichte
Der ältere Kirchenbau wurde beim Bauernaufstand (1525) beschädigt. Die Kirche gehörte zur Pfarre Haus und wurde 1787 zur selbständigen Pfarrkirche erhoben. 1969/1979 fand eine Restaurierung statt.

## Architektur
Der spätgotische, zweijochige Chor hat ein Netzrippengewölbe, das auf nasenartigen Konsolen aufliegt, und einen Fünfachtelschluss aus der zweiten Hälfte des 15. Jahrhunderts. Die Maßwerkfenster sind zweibahnig. Der rundbogige Fronbogen trennt das Schiff vom Chor. Das breite, barocke Langhaus mit Tonnengewölbe und Rechteckfenstern ist aus der ersten Hälfte des 18. Jahrhunderts. Die Westempore aus Holz ist aus 1913. Der westliche Dachreiter trägt einen Zwiebelhelm. Der Sakristeianbau steht im südlichen Chorwinkel.

## Einrichtung
Die Einrichtung entstand am Anfang des 18. Jahrhunderts. Das Hochaltarbild hl. Nikolaus ist aus dem 19. Jahrhundert. Das Fronbogenkreuz ist aus dem 17. Jahrhundert. Es gibt ein großes Bild einer Schutzmantelmadonna von 1720/1730. Ein Gemälde zeigt den Großbrand in Assach von 1749 mit der Sonntagsberger Dreifaltigkeit, der Maria von Mariazell und die Heiligen Nikolaus und Florian, dargestellt vom Maler Johann Pöttschnickh.
Die Pfarrkirche erhielt 1790 eine alte Orgel mit sechs Registern aus der Pfarrkirche Bad Mitterndorf. Die heutige Orgel mit sieben Registern baute Carl Billich 1888.